# Ludwig Heinrich (Nassau-Dillenburg)

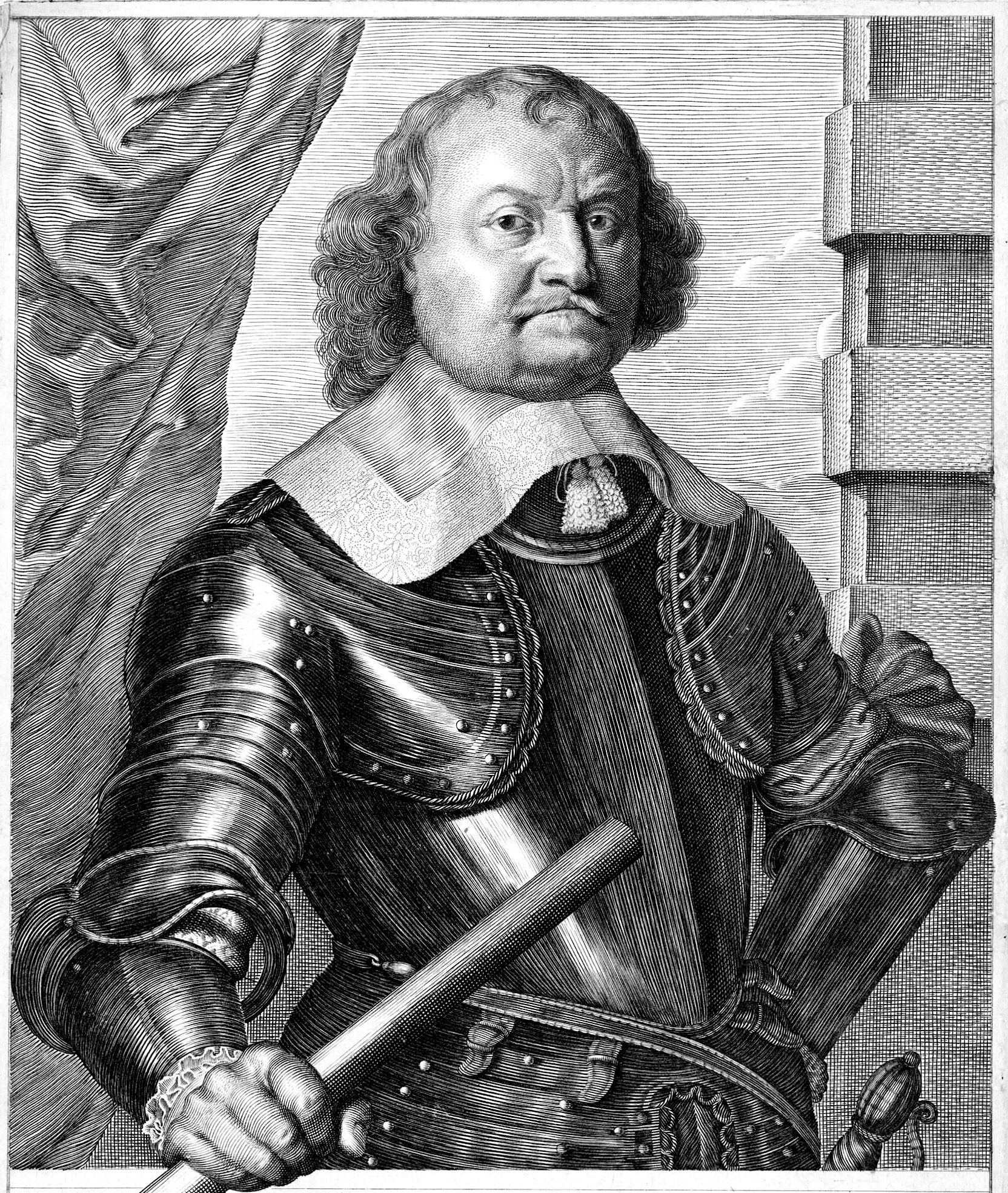
Ludwig Heinrich von Nassau-Dillenburg (Pieter Philipp)

Ludwig Heinrich von Nassau-Dillenburg (* 9. Mai 1594 in Saarbrücken; † 12. Juli 1662 in Dillenburg) war Graf, ab 1652 Fürst, von Nassau-Dillenburg sowie während des Dreißigjährigen Krieges hochrangiger Offizier zuletzt Generalwachtmeister in protestantischen und seit 1635 in kaiserlichen Diensten.

## Herkunft und Familie

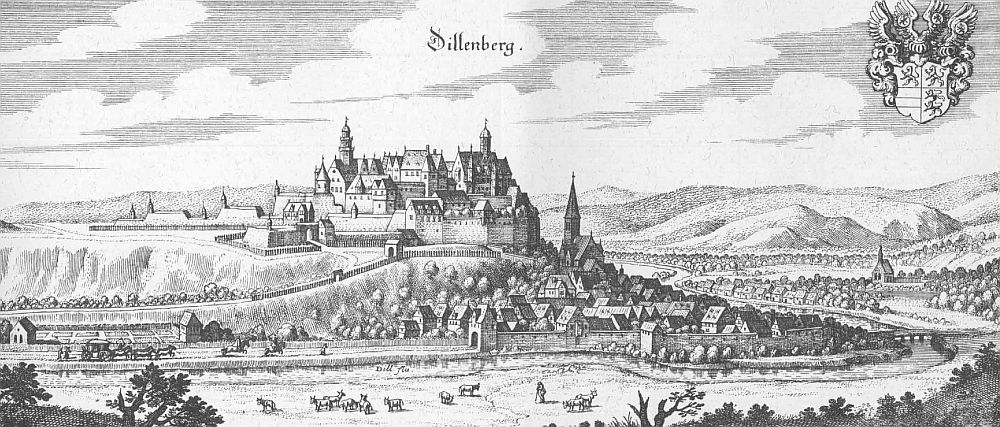
Dillenburg – Auszug aus der Topographia Hassiae von Matthäus Merian 1655

Er war Sohn des Grafen Georg von Nassau-Beilstein (beziehungsweise Nassau-Dillenburg). Seine Mutter war Anna Amalie Gräfin von Nassau-Saarbrücken. Er selbst heiratete 1615 in erster Ehe Katharina Gräfin von Sayn-Wittgenstein (1588–1651). In zweiter Ehe heiratete er 1653 Elisabeth aus dem Haus der Wild- und Rheingrafen (1593–1656). In dritter Ehe heiratete Ludwig Heinrich 1656 Sophie Magdalene von Nassau-Hadamar (1622–1658). Aus der ersten Ehe stammten fünf Söhne, von denen bereits zwei früh verstarben und acht Töchter. Von diesen starben vier früh. Aus der dritten Ehe stammten weitere drei Söhne, von denen zwei früh starben.

## Frühe Jahre
Auf eine erste Ausbildung am Hof von Dillenburg folgte eine Zeit auf der Hohen Schule Herborn. Danach unternahm Ludwig-Heinrich eine Grand Tour durch Frankreich und die Niederlande. Unter Prinz Moritz von Nassau-Oranien erhielt er seine militärische Ausbildung. Bereits 1614 gehörte er zu den Entsatztruppen der von den Spaniern belagerten Stadt Emmerich.
Im Jahr 1623 wurde Ludwig Heinrich zusammen mit seinem Bruder Albrecht Erbe der Grafschaft Nassau-Dillenburg. Nach dem Tod seines Bruders 1626 wurde er alleiniger Regent.

## Innenpolitik und Ratgeber Hoen
Wegen angeblicher Unterstützung von Friedrich von der Pfalz hat der Kaiser über Nassau-Dillenburg und Nassau-Hadamar die Reichsacht ausgesprochen. Die Länder sollten an den Konvertiten Johann von Nassau-Siegen fallen. Unter anderem durch die Bemühungen von Johann Ludwig von Nassau-Hadamar kam es 1629 nicht zur Durchführung. Die militärische Besetzung Nassaus seit 1622 bedeutete dennoch hohe Belastungen für das Land. Hauptaufgabe Ludwig Heinrichs war es daher diese Schäden abzubauen. Er selbst hat dabei nur eine relativ geringe Rolle gespielt. Die eigentliche Politik wurde von seinem Ratgeber dem Geheimen Rat, Juristen und ehemaligen Professor Heinrich Hoen (Hoenosius) betrieben. Dieser hat die Grafschaft auch bei der teilweise langen Abwesenheit Ludwig Heinrichs verwaltet. Hoen hat die Interessen Nassaus und des Wetterauer Reichsgrafenkollegiums bei den Verhandlungen zum Westfälischen Frieden vertreten.

## In protestantischen Diensten
In der Reichspolitik stand Ludwig Heinrich anfangs auf Seiten der Protestantischen Union. Er schloss sich als Obrist Gustav Adolfs von Schweden an. Er stellte dazu zunächst ein Infanterie- und später ein Kavallerieregiment auf. Seine Truppen zeichneten sich auf verschiedenen Kriegsschauplätzen auf protestantischer Seite aus. Ludwig Heinrich selbst hat dabei persönliche Tapferkeit gezeigt. Besonders bei der Erstürmung von befestigten Städten und Festungen hat er sich hervorgetan. Er trug zur Eroberung mehrerer Städte im nördlichen Elsass wie Benfeld oder Schlettstadt bei und wurde besonders bekannt für die Einnahme von Schloss Braunfels im Jahr 1635.

## In kaiserlichen Diensten
Als sich im selben Jahr die Kriegslage gegen die Schweden zu wenden schien, ging Ludwig Heinrich ins kaiserliche Lager über. Auch dem Kaiser diente er als hochrangiger Offizier, für den er sich an der Belagerung von Montabaur beteiligte und Amöneburg von den Schweden eroberte. Er vereinigte seine Truppen mit denen des Landgrafen Georg von Hessen-Darmstadt und marschierte im Range eines Generalwachtmeisters 1637 nach Sachsen, wo er Eilenburg im Sturm einnahm. Danach erfreute er sich am Hof in Prag der kaiserlichen Gunst. Wieder in seine Herrschaft zurückgekehrt, gelang Ludwig Heinrich 1638 zusammen mit Johann Winter von Güldenborn und etwa 600 Soldaten die handstreichartige Eroberung des immer noch schwedisch besetzten Hanau. Der schwedische Kommandant Jakob von Ramsay wurde als Gefangener nach Dillenburg gebracht, wo er im folgenden Jahr verstarb.
Ludwig Heinrich widmete anschließend sich wieder der Regierung seines Landes, während sein eigenes Regiment weiter in kaiserlichem Kriegsdienst eingesetzt wurde. Seine Grafschaft blieb den restlichen Krieg über meist von direkten Kampfhandlungen verschont, litt aber weiter unter Kontributionen und vereinzelten Plünderungen durch- und vorbeiziehender Kriegsparteien. Wegen seiner Verdienste wurden er sowie seine ehelichen Nachkommen beiderlei Geschlechts 1652 in den Reichsfürstenrang erhoben. 1654 dekretierte Kaiser Ferdinand III. seine Aufnahme mit Sitz und Stimme im Reichsfürstenrat.

## Innenpolitik nach 1649

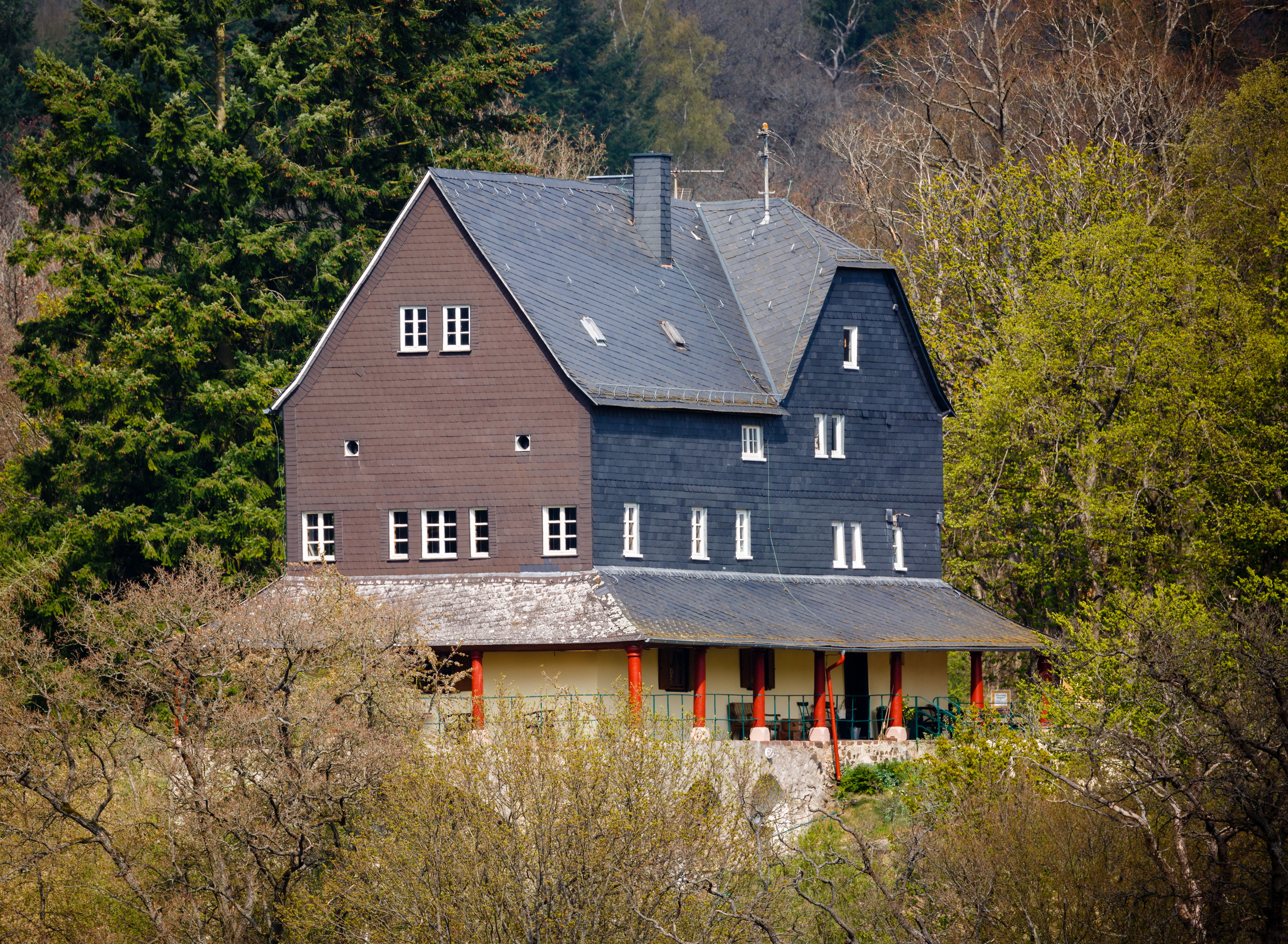
Jagdhaus bei Niederscheld

1640 ließ Ludwig Heinrich sich das noch existierende Jagdhaus „Ludwigsbrunn“ bei Burg auf einem Bergvorsprung über der Einmündung des Donsbaches in den Amdorfbach erbauen. 
Nach dem Tod Hoens (1649) versuchte Ludwig Heinrich im Inneren der Grafschaft Dillenburg eine nur begrenzt wirkungsvolle absolutistische Politik durchzusetzen. Er hat zwar versucht, die vom Krieg stark betroffene Landesschule Herborn zu unterstützen, verlor aber schließlich das Interesse daran.
Nach seinem Tod fiel das Erbe über seinen bereits 1656 verstorbenen ältesten Sohn Georg Ludwig an dessen Sohn Heinrich.

## Familie
Ludwig Heinrich war dreimal verheiratet. In erster Ehe mit Katharina von Sayn-Wittgenstein (1588–1651), jüngste Tochter des Grafen Ludwig I. von Sayn-Wittgenstein. Katharina war die Schwester von Ludwig Heinrichs Stiefmutter und folglich seine Tante. Das Paar hatte folgende Kinder:
- Anna Amalie (1616–1649), ⚭ I) 1638 Graf Philipp Ludwig von Wied († 1638), ⚭ II) 1646 Graf Christian von Sayn-Wittgenstein (1621–1675)
- Georg Ludwig (1618–1656), Fürst von Nassau-Dillenburg ⚭ 1638 Anna Augusta Tochter des Herzogs Heinrich Julius von Braunschweig-Wolfenbüttel

- Elisabeth (1619–1665)
- Juliana (1620–1622)
- Albrecht (1621–1622)
- Katharina (1622–1631)

Wappen der Grafschaft Nassau-Dillenburg

- Luise (1623–1665), ⚭ 1646 Graf Johann Ludwig von Isenburg-Offenbach (1622–1685)
- Tochter (1624)
- Heinrich (1626–1627)
- Magdalena (1628–1663), ⚭ 1662 Graf Christian Moritz von Isenburg-Offenbach (1626–1664)
- Adolf (1629–1676), Fürst von Nassau-Schaumburg, ⚭ 1653 Charlotte von Holzapfel (1640–1707) Tochter von Peter Melander von Holzappel
- Philipp (1630–1657, gefallen)
- Zwillinge (1631)
- Maria Eleonora (1632–1633)

Nach dem Tod seiner ersten Frau heiratete er 1653 seine Cousine Elisabeth von Salm-Dhaun (1593–1656), Tochter des Grafen Adolf Heinrich von Salm-Dhaun und der Juliana von Nassau-Dillenburg. Elisabeth war zum Zeitpunkt der Heirat bereits sechzig Jahre alt und zweifache Witwe. Sie starb schon bald nach der Hochzeit.
Seine dritte Frau wurde 1656 seine Cousine Sofie Magdalena von Nassau-Hadamar (1622–1658), eine Tochter seines Onkels Johann Ludwig von Nassau-Hadamar. Sie starb kurz nach der Geburt von Zwillingen. Das Paar hatte folgende Kinder:
- August (1657–1680)
- Karl (1658–1659)
- Ludwig (1658–1658)